# VV Baronie in het seizoen 1969/70
Het seizoen 1969/1970 was het 15e jaar in het bestaan van de Bredase betaaldvoetbalclub Baronie. De club kwam uit in de Tweede divisie en eindigde daarin op de 1e plaats. Tevens deed de club mee aan het toernooi om de KNVB beker, hierin werd de club in de eerste ronde uitgeschakeld door MVV (1–3).

## Wedstrijdstatistieken

### Tweede divisie
|       | AGOVV | SC Drente | EDO   | Eindhoven | Gooiland | Heerenveen | Hermes DVS | Limburgia | NOAD  | PEC   | RBC   | Roda JC | Velox | FC VVV | Wageningen | ZFC   |
| ----- | ----- | --------- | ----- | --------- | -------- | ---------- | ---------- | --------- | ----- | ----- | ----- | ------- | ----- | ------ | ---------- | ----- |
| Thuis | 3 – 0 | 1 – 0     | 3 – 1 | 2 – 3     | 3 – 0    | 1 – 1      | 0 – 0      | 3 – 2     | 4 – 2 | 2 – 1 | 0 – 0 | 0 – 2   | 0 – 2 | 2 – 1  | 1 – 1      | 0 – 1 |
| Uit   | 1 – 0 | 0 – 1     | 0 – 0 | 2 – 0     | 2 – 0    | 3 – 1      | 1 – 1      | 2 – 4     | 0 – 0 | 1 – 0 | 0 – 1 | 4 – 0   | 2 – 2 | 2 – 2  | 2 – 2      | 2 – 2 |

### KNVB beker
| 1e ronde                                    | Baronie       | 1 – 3 (0 – 2) | MVV                                             |
| 19 oktober 1969 Plaats: Breda De Blauwe Kei | Piet Maas 89' |               | 30' Wim Reijers 40' Ivan Mráz 85' Willy Brokamp |

## Statistieken Baronie 1969/1970

### Eindstand Baronie in de Nederlandse Tweede divisie 1969 / 1970
| Stand | Gespeeld | Gewonnen | Gelijk | Verloren | Punten | Doelpunten voor | Doelpunten tegen |
| ----- | -------- | -------- | ------ | -------- | ------ | --------------- | ---------------- |
| 10e   | 32       | 11       | 11     | 10       | 33     | 41              | 41               |

### Topscorers
| #              | Naam                    | Goal |
| -------------- | ----------------------- | ---- |
| 1.             | Ger Saris               | 14   |
| 2.             | Johan Havermans         | 8    |
| 3.             | Cees Heijboer           | 6    |
| 4.             | Piet Maas               | 4    |
| 5.             | Ad Brekelmans           | 2    |
| 6.             | Tiny van Aarle          | 1    |
| 6.             | Henk van Ierssel        | 1    |
| Eigen doelpunt |                         |      |
| –              | Gerrit Langerak (Velox) | 1    |
| Totaal         | Totaal                  | 41   |

| #      | Naam      | Goal |
| ------ | --------- | ---- |
| 1.     | Piet Maas | 1    |
| Totaal | Totaal    | 1    |

## Voetnoten
AGOVV · Baronie · SC Drente · EDO · Eindhoven · Gooiland · Heerenveen · Hermes DVS · Limburgia · NOAD · PEC · RBC · Roda JC · Velox · FC VVV · Wageningen · ZFC